# Alexandra Rousseau
Alexandra o Alex es un personaje ficticio de la serie de televisión Lost, interpretado por la actriz estadounidense Tania Raymonde.

## Personaje
Es la hija de Danielle Rousseau, quien llegó a la isla 16 años y 5 meses antes del accidente del vuelo 815 de Oceanic Airlines, junto con su esposo Robert y otros 26 náufragos, que posteriormente contrajeron una enfermedad mortal. Danielle tuvo un bebé, Alexandra a quien todos llaman Alex, pero la niña fue raptada por Los Otros. Ben la crio como su hija.

## Historia
Cuando Alexandra se enamora del joven Karl, Ben monta en cólera, captura a Karl y lo somete a un lavado de cerebro, del cual es rescatado por Sawyer y Kate. Karl regresa a rescatar a Alex de manos de Ben, pero entonces se entera de que Los Otros irán a raptar a Sun y otras mujeres embarazadas y por solicitud de Alex acude a prevenir a los sobrevivientes del vuelo de Oceanic Airlines.
Al enterarse de todo esto, Ben decide llevar a Alex en busca de los sobrevivientes y le pregunta por qué ella lo ha "traicionado". Alex le dice que fue Ben quien apresó, sometió y abusó de su novio, a lo que Ben responde que "Quería evitar que quedara embarazada" y que tal vez se sobrepasó. Le anuncia que la lleva donde su nueva familia, y como Danielle Rousseau está con los náufragos, reconoce ante Alex que Danielle es la madre de ella.
Muere en la 4ª temporada, a manos del escuadrón enviado por Charles Widmore, que pide a Ben que se entregue o ella morirá, Ben intenta negociar, pero finalmente Alex recibe un disparo en la cabeza.
- Datos: Q51339